# マーク・ミニコッツィ
マーク・ミニコッツィ（Mark Minicozzi, 1983年2月11日 - ）は、アメリカ合衆国ペンシルベニア州ウェイン出身の元プロ野球選手（内野手、外野手）。右投右打。

## 経歴

### プロ入りとジャイアンツ傘下時代
2005年のMLBドラフト17巡目（全体522位）でサンフランシスコ・ジャイアンツから指名され、プロ入り。契約後、傘下のA-級セイラムカイザー・ボルケーノズでプロデビュー。70試合に出場して打率.321・2本塁打・36打点・4盗塁の成績を残した。
2006年はA+級サンノゼ・ジャイアンツでプレーし、124試合に出場して打率.282・4本塁打・77打点・2盗塁の成績を残した。
2007年はA+級サンノゼとAA級コネチカット・ディフェンダーズでプレーし、2球団合計で96試合に出場して打率.237・3本塁打・39打点・3盗塁の成績を残した。
2008年はトミー・ジョン手術を受けた影響でプレーしなかった。
2009年4月4日にジャイアンツを自由契約となった。

### 独立リーグ時代
2009年5月にノーザンリーグのカンザスシティ・ティーボーンズと契約。8月には同リーグのウィニペグ・ゴールドアイズにトレード移籍。この年は2球団合計で71試合に出場して、打率.235、9本塁打、44打点、1盗塁の成績を残した。
2010年は5月にアトランティックリーグのカムデン・リバーシャークスと契約したが、同月中にカナディアン・アメリカン・リーグのウースター・トルネードズにトレード移籍。この年は2球団合計で138試合に出場して打率.313、12本塁打、55打点、盗塁の成績を残した。
2011年もウースター・トルネードズと契約し、86試合に出場して打率.328、15本塁打、77打点、1盗塁の成績を残した。

### ジャイアンツ傘下復帰
2012年5月17日にマイナー契約でジャイアンツに復帰した。この年はA級オーガスタ・グリーンジャケッツとAA級リッチモンド・フライングスクウォーレルズでプレーし、2球団合計で96試合に出場して打率.278、10本塁打、55打点、1盗塁の成績を残した。
2013年はAA級リッチモンドにでプレーし、128試合に出場して打率.309、10本塁打、66打点、3盗塁の成績を残した。
2014年はメジャーのスプリングトレーニングに招待選手として参加した。開幕後はAAA級フレズノ・グリズリーズに所属し、89試合に出場して打率.298、12本塁打、62打点、1盗塁の成績を残した。シーズン終了後にFAとなった。

### ナショナルズ傘下時代
2014年12月28日にワシントン・ナショナルズとマイナー契約を結んだ。
2015年は傘下AAA級シラキュース・チーフスでプレーし、56試合に出場して打率.228、2本塁打、15打点の成績を残したが、6月21日に自由契約となった。

### ナショナルズ傘下退団後
2015年7月12日にメキシカンリーグのラグナ・カウボーイズと契約した。ラグナでは30試合に出場して打率.364、9本塁打、24打点の成績を残した。
2016年は独立リーグ・アトランティックリーグのロングアイランド・ダックス、前年も所属したラグナの2球団でプレーした。
2017年5月30日に独立リーグ・アトランティックリーグのサマセット・ペイトリオッツと契約した。この年は68試合に出場して打率.239、8本塁打、36打点の成績を残した。

### 現役引退後
2021年にアトランティックリーグのチャールストン・ダーティーバーズの監督に就任。就任初年度からチームをプレーオフ進出に導いた。
2022年は同リーグのケンタッキー・ワイルドヘルス・ゲノムスの監督を務めた。
2023年1月4日に同リーグのメリーランド州フレデリックを本拠地とする新球団の初代監督に就任した。
2024年は同リーグのスタテンアイランド・フェリーホークスの監督を務める。